# Isodontia leonina
Isodontia leonina är en biart som först beskrevs av De Saussure 1890.  Isodontia leonina ingår i släktet Isodontia och familjen grävsteklar. Inga underarter finns listade i Catalogue of Life.